# Hubert Stytz
Hubert Stytz (* 1952) ist ein deutscher Gitarrist, Sänger und Composer.

## Leben
Stytz ist der Mitgründer und Frontmann von Erna Schmidt und auch von Stytz Syndicate, mit denen er in den 1980er Jahren auf Livebühnen in Deutschland u. a. mit Jack Bruce, Van Morrison, Dr. John und Bob Dylan spielte, sowie mehrere Touren mit Willy DeVille unternahm.
1991 erschien bei Inakustik sein Debütalbum "Best Before ...", darauf auch der Titel "This Must Be Everything"; weitere Tourneen und TV-Auftritte folgten.
2001 veröffentlichte er "Flame Of Love", mit dem neu produzierten Titelsong und den EPs "Still Hungry" und "Big City", die damit erstmals auf CD veröffentlicht wurden. 2005 erschien "Live In Munich".
2011 arbeitete er zusammen mit Peter Musebrink (Deep Dive Corp.) und DJ Feuerhake an neuen Songs; der Titel "If My Friends Could See Me Now" ist im selben Jahr auf der EP "Feel Good" erschienen.
Am 3. November 2023 erschien das Album "See Me Now" (Fuego Music), eine Compilation von Demo-Songs die zwischen 2000 und 2011 in Stytz' Heimstudio für verschiedene Projekte aufgenommen wurden.

## Diskografie
- 1986 Still Hungry (LP)
- 1991 Best Before (LP/CD)
- 2001 Flame Of Love – Selected Songs (CD)
- 2000 Erna Schmidt – Live 1969-71 (CD)
- 2005 Live In Munich (CD)
- 2011 Feel Good (EP) – Deep Dive Corp. feat. Stytz
- 2023 See Me Now (Onlinerelease)